# Esther Stephens
Esther Stephens es una actriz y cantante neozelandesa, más conocida por haber interpretado a Olivia Duff en la serie Go Girls.

## Biografía
Se graduó de la Escuela de Artes Escénicas UNITEC.

## Carrera
Forma parte de dos bandas "Motor City Family Funk" y "The Dedwoods".
Hizo su debut en la televisión en 2010, cuando se unió al elenco principal de la quinta temporada de la serie Go Girls, donde interpretó a Olivia Duff, hasta el final de la cuarta temporada en 2012. En 2011 apareció como invitada en la serie Underbelly: Land of the Long Green Cloud.

## Filmografía
Series de televisión
| Año         | Título                                   | Personaje   | Notas           |
| ----------- | ---------------------------------------- | ----------- | --------------- |
| 2013        | House Husbands                           | Vanessa     | episodio # 2.13 |
| 2010 - 2012 | Go Girls                                 | Olivia Duff | 37 episodios    |
| 2011        | Underbelly: Land of the Long Green Cloud | -           | -               |

Películas
| Año  | Título    | Personaje | Notas                                                                     |
| ---- | --------- | --------- | ------------------------------------------------------------------------- |
| 2011 | REST Inc. | Jane      | corto - junto a Roberto Nascimento, Hans Edward Hammonds & Nicholas Gedye |

Escritora
| Año  | Título              | Notas |
| ---- | ------------------- | ----- |
| 2011 | The 2011 Monologues | obra  |

Teatro
| Año  | Obra                   | Personaje    | Director (a)  | Teatro               | Notas                                                                               |
| ---- | ---------------------- | ------------ | ------------- | -------------------- | ----------------------------------------------------------------------------------- |
| 2011 | The 2011 Monologues    | -            | -             | The Basement Theatre | -                                                                                   |
| 2009 | She Stoops to Conquer  | Miss Neville | Michael Hurst | Auckland Theatre     | junto a Antonia Prebble, Cameron Rhodes, Ellie Smith, Michael Whalley & Arthur Meek |
| 2008 | Spelling Bee           | -            | -             | Auckland Theatre     | -                                                                                   |
| 2008 | The Threepenny Opera   | Lucy Brown   | -             | Silo Theatre         | junto a Charlie McDermott, Amanda Billing & James Winter                            |
| 2008 | Blood Brothers         | -            | -             | -                    | -                                                                                   |
| 2007 | Tis Pity She’s A Whore | Livia        | Michael Hurst | Silo Theatre         | junto a Jonathan Hodge, Glen Pickering & Curtis Vowell                              |
| 2006 | Twelfth Night          | Rachael      | Michael Hurst | Auckland Theatre     | junto a Charlie McDermott, Brian Rankin, Jason Smith & George Henare                |